# Lago dell'Ovest (Vietnam)

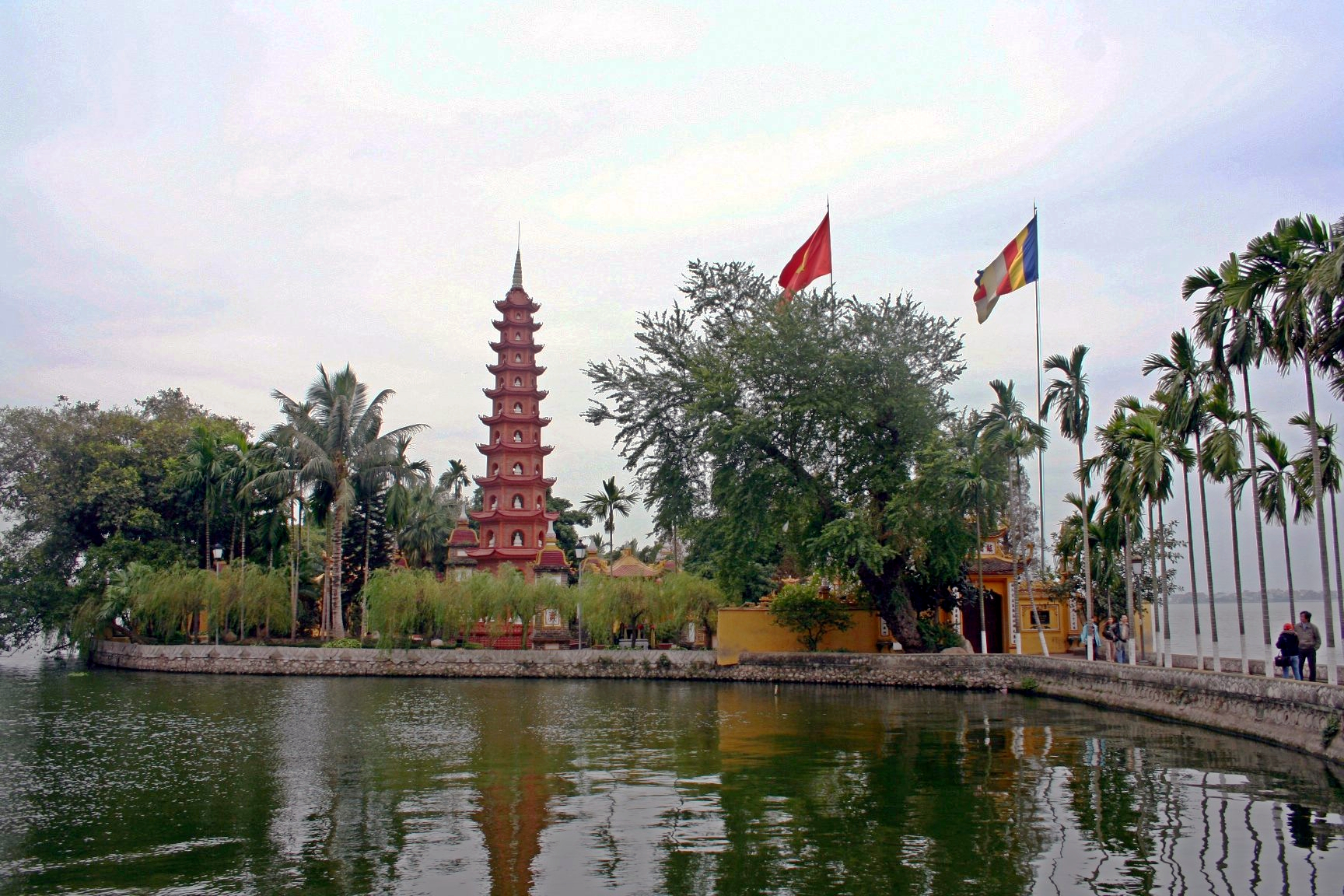
Pagoda di Tran quoc

Il lago dell'Ovest (Hồ Tây in Vietnamita) è un lago del Vietnam, situato nella zona a nord-ovest di Hanoi, la capitale. Con suoi 17 km di perimetro è il più grande lago della città.

## Caratteristiche

### Idrografia
Il lago è formato da un braccio morto del fiume Rosso; esistono, però, molti altri corsi d'acqua minori che si congiungono con il ramo del fiume, per poi creare questo bacino. I principali sono:
- fiume del Drago;
- Hajo-Miyo;
- Song Bji
- Bo Hai.

La portata di questi corsi d'acqua è assai modesta; in caso di precipitazioni piovose, possono esondare, provocando un consistente innalzamento del lago.

## Turismo
Grazie alle sue pagode il lago è un'attrazione turistica molto famosa. Tra le pagode principali si possono citare la pagoda Tran Quoc e quella Trấn Quốc Thanh Niên. Sul lago sono presenti anche alcuni tra i più famosi hotel come lo Sheraton Hanoi, e molti ristoranti.